# Playboy: The Mansion
Playboy: The Mansion és un videojoc de simulació per a les consoles PlayStation 2, Microsoft Windows i Xbox, desenvolupat per Cyberlore Studios, publicat per Groove Games i Arush Entertainment i amb llicència de Playboy Enterprises.

## Argument
Playboy: The Mansion posa els jugadors en el paper de Hugh Hefner, el fundador de Playboy Magazine i Playboy Enterprises, conegut al joc com "Hef". L'objectiu del joc és construir el famós Imperi Playboy des de zero, començant des d'una revista humil fins a recomanacions de celebritats, entreteniment domèstic, llocs web d'Internet i marxandatge.
El jugador del videojoc pot modelar la famosa Playboy Mansion segons les seves necessitats i desitjos, i té l'opció de viure les famoses festes Playboy Playmate en llocs com la Gruta i la Casa Club. Hef, així com tots els altres personatges del joc, poden establir tres tipus de relacions amb altres personatges: casuals, de negocis i romàntiques. Cada mes, el jugador ha d'imprimir un número de la revista. Per fer-ho, el jugador necessita una sessió de portada, un full central, un assaig d'una celebritat, una entrevista amb una celebritat, una imatge sobre un tema i un article sobre un tema. Al llarg de les partides el jugador contractarà fotògrafs i escriptors per crear cada número. Tots els personatges tenen interessos, com ara els esports i la música, i els escriptors sobre aquests temes produiran articles de qualitat. En el joc, el jugador és qui controlarà la càmera de fotografia durant les sessions de fotos. El joc conté moltes referències sexuals, incloses les relacions sexuals.
Hi ha dotze missions en total, i alguns dels objectius inclouen establir o arreglar relacions amb la gent, publicar determinats continguts de revistes i organitzar festes. Els jugadors també poden optar per no assolir els objectius, ja que no hi ha límit de temps, i fer altres coses com festes, renovacions de la mansió i jugar amb la varietat de jocs de la mansió; tanmateix, s'han de continuar publicant revistes, ja que aquesta és la font d'ingressos del jugador.

## Música
La cançó principal del videojoc és "Playboy Mansion" de Prince Charming, pertanyent a l'àlbum Songs For My Therapist. S'ha publicat una banda sonora del joc, mesclada pel DJ i productor discogràfic nord-americà Felix da Housecat. Aquesta compta amb temes house de molts productors reconeguts com Armand Van Helden, DJ Sneak o Kaskade.

## Paquet d'expansió
Playboy: The Mansion - Private Party Expansion Pack és el paquet d'expansió. Afegeix funcions addicionals, com ara festes com la Midsummer Night's Dream, celebritats mundialment famoses i Playmates, noves animacions, edició de personatges millorada i música temàtica de festa.

### Característiques
L'expansió afegeix moltes funcionalitats noves al joc. Quan els personatges participen en activitats sexuals, ara es treuen la roba interior i els seus genitals es desdibuixen, com els personatges dels Sims. Una altra característica és la possibilitat d'organitzar "festes temàtiques", que consisteixen en Halloween, Somni d'una nit d'estiu, Aniversari de Hef, Tropical, Playmate of the Year i molt més.

## Recepció
El joc va tenir una recepció mixta. GameRankings i Metacritic li van donar una puntuació del 60% i 59 sobre 100 per a la versió per a PC, 59,97% i 59 sobre 100 per a la versió de PlayStation 2, i 62,14% i 61 de 100 per a la versió de Xbox.
Eurogamer va assenyalar que el joc era similar a la sèrie The Sims, però malauradament era menys entretingut. Es va considerar "una proposta massa lleugera per a un joc complet".
The New York Times li va donar una crítica mixta i va declarar: "El sexe i la nuesa sovint funcionen bé a les pel·lícules, però els videojocs amb sexe mai s'eleven per sobre de la mediocritat, i Mansion sembla decididament mediocre". The Sydney Morning Herald li va donar dues estrelles i mitja de cinc i el va anomenar "Un concepte divertit amb emocions limitades i no prou profunditat per desafiar els jugadors". Detroit Free Press li va donar dues estrelles de quatre i va declarar: "Vaig donar una volta al joc esperant un món de xampany, roses i freqüents banys de vapor. En canvi, però, vaig rebre la petició de construir una oficina al pis superior d'una mansió."